# Districtul Bankass
Bankass este unul dintre cele 8 districte ale regiunii Mopti din Mali. Reședința sa este orașul Bankass. Cuprinde 12 comune (urbane și rurale).

## Comune[1]
- Bankass (30 159)
- Baye (39 096)
- Diallassagou (22 539)
- Dimbal Habbe (17 522)
- Kani-Bonzoni (13 046)
- Koulogon Habe (13 657)
- Lessagou Habe (14 810)
- Ouonkoro (21 723)
- Segue (22 101)
- Sokoura (38 446)
- Soubala (12 332)
- Tori (18.015)